# Repostería de Francia

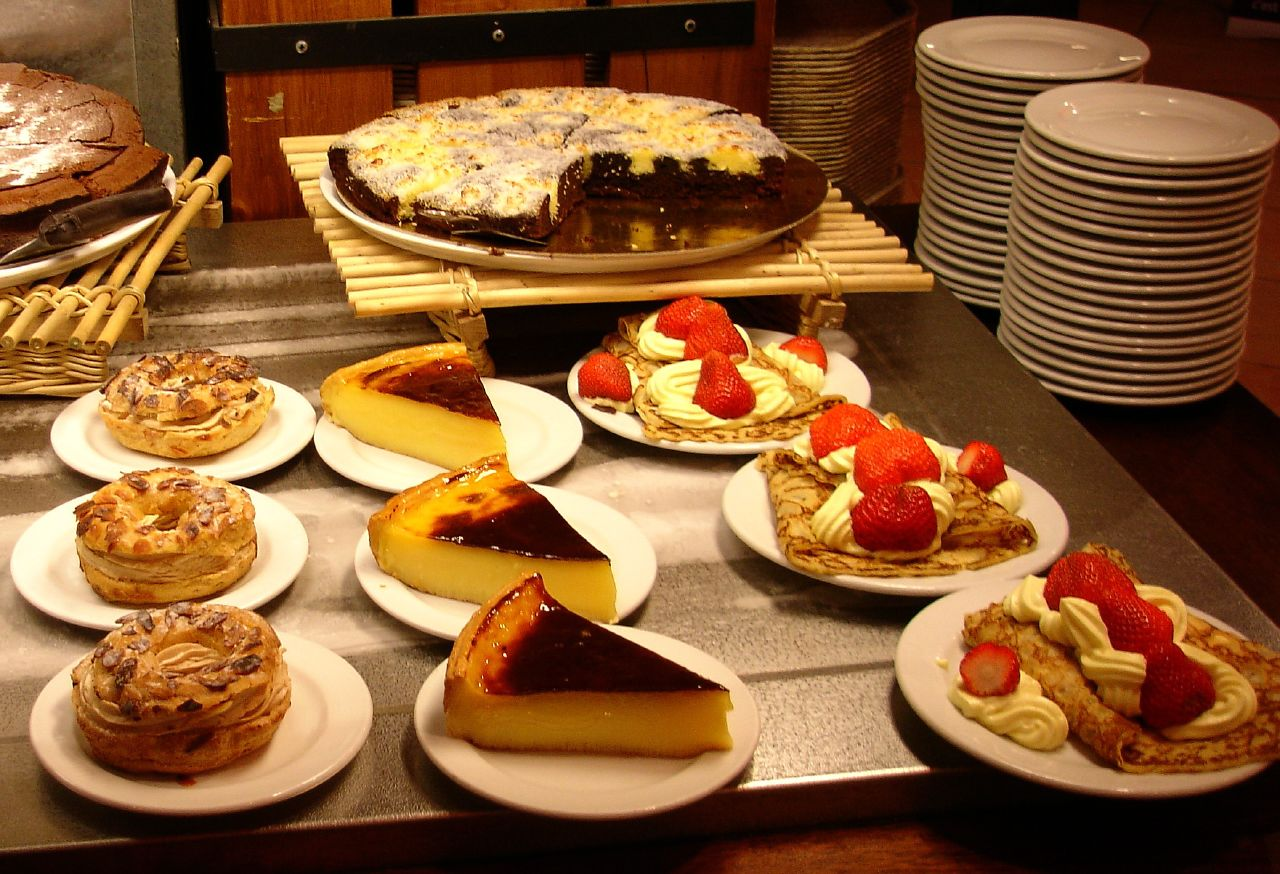
Postres en París

La repostería francesa (pâtisserie française) es la pastelería típica de este país europeo, considerada una de las más importantes ya que ha influenciado enormemente en otras reposterías del mundo. El santo patrón de los reposteros franceses es St. Michel, celebrado el 29 de septiembre. 

## Historia
Se cree que la repostería francesa surgió como tal a lo largo de la Edad Media, cuando se comienza a distinguir el oficio de pastelero (pâtissier) del cocinero, y en 1556 nacería la primera academia de pasteleros que reglamentaría el aprendizaje del arte de la repostería. Sin embargo, cabe decir que en la Antigua Roma ya existía el oficio de pastillariorum, y es que la repostería francesa nunca ha dejado de evolucionar, conociendo nuevos ingredientes y nuevas técnicas.
La repostería francesa comenzaría a cobrar importancia a partir del siglo XVII, cuando la figura del repostero se hace un lugar entre la plantilla de sirvientes de la aristocracia. Tras la Revolución, los reposteros que servían a reyes y nobles abren sus tiendas a pie de calle, donde darían rienda suelta a su creatividad y se crearían multitud de nuevos pasteles. De esta época, uno de los chefs más prominentes fue Antonin Carême, quien en 1811 publicó Le pâtissier royal, considerado el primer libro sobre pastelería moderna. En su libro Le pâtissier pittoresque, de 1815, describe sus preparaciones monumentales inspiradas en la arquitectura y hechas  a partir de azúcar, chocolate y otros dulces.
En 1957 abrió en París la confitería de Gaston Lenôtre, considerado «el rey de la pastelería francesa». De su gran legado se pueden destacar la tarta ópera, en honor a la Ópera Garnier, o el biscuit succés. Elevó la categoría de la pastelería francesa, que se volvió más fresca, delicada y ligera. En 1971 fundaría la prestigiosa École Lenôtre. De la época contemporánea también destacan Pierre Hermé y la Maison Ladurée, quienes inventaron el macaron.

## Formación
En Francia, la formación de pastelero se imparte principalmente mediante un certificado de aptitud profesional (Certificat d'aptitude professionnelle, CAP) de pastelero, que también incluye repostería, heladería, chocolatería y opción a catering.
Tras el CAP, el pastelero puede continuar sus estudios mediante:
- Una mención complementaria (Mention complémentaire, MC) en panadería especializada o en pastelería-confitería-chocolatería-heladería.
- Un certificado técnico y de maestría (Brevet de technique et maîtrise, BTM), de 2 años.
- Un bachillerato especializado (Baccalauréat spécialisé, Bac): bachillerato profesional en panadería y pastelería, o bachillerato tecnológico en hotelería (BTH).
- Para acabar en un título de maestría (Brevet de maîtrise, BM) de pastelería, de dos años.

## Postres franceses
- Café liégeois
- Calisson
- Charlotte (carlota)
- Clafoutis
- Crème brûlée[8]
- Crème caramel
- Crêpe Suzette
- Croissant (cruasán)
- Croquembouche

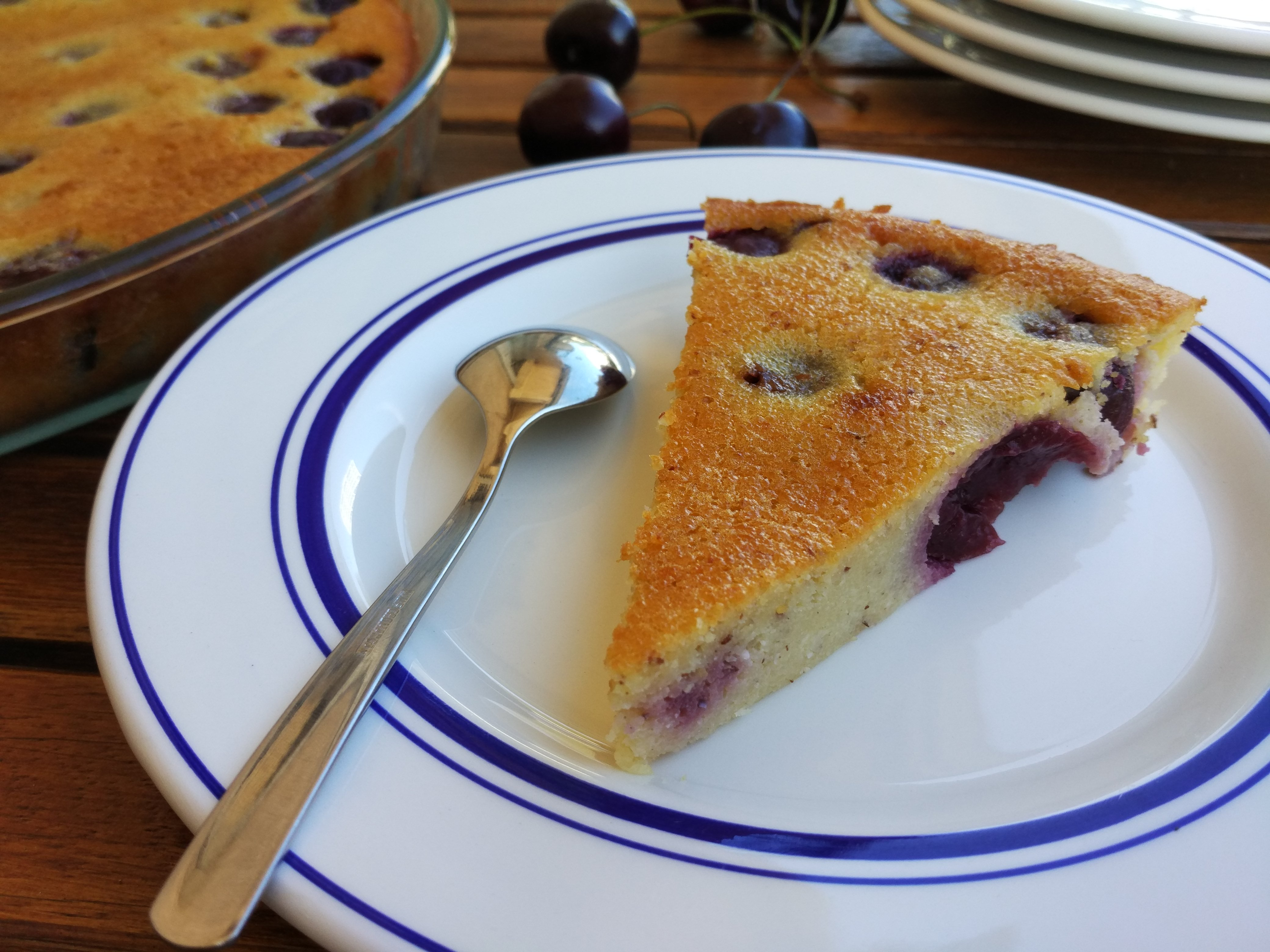
El clafoutis es un postre francés de frutas, tradicionalmente cerezas tardías.

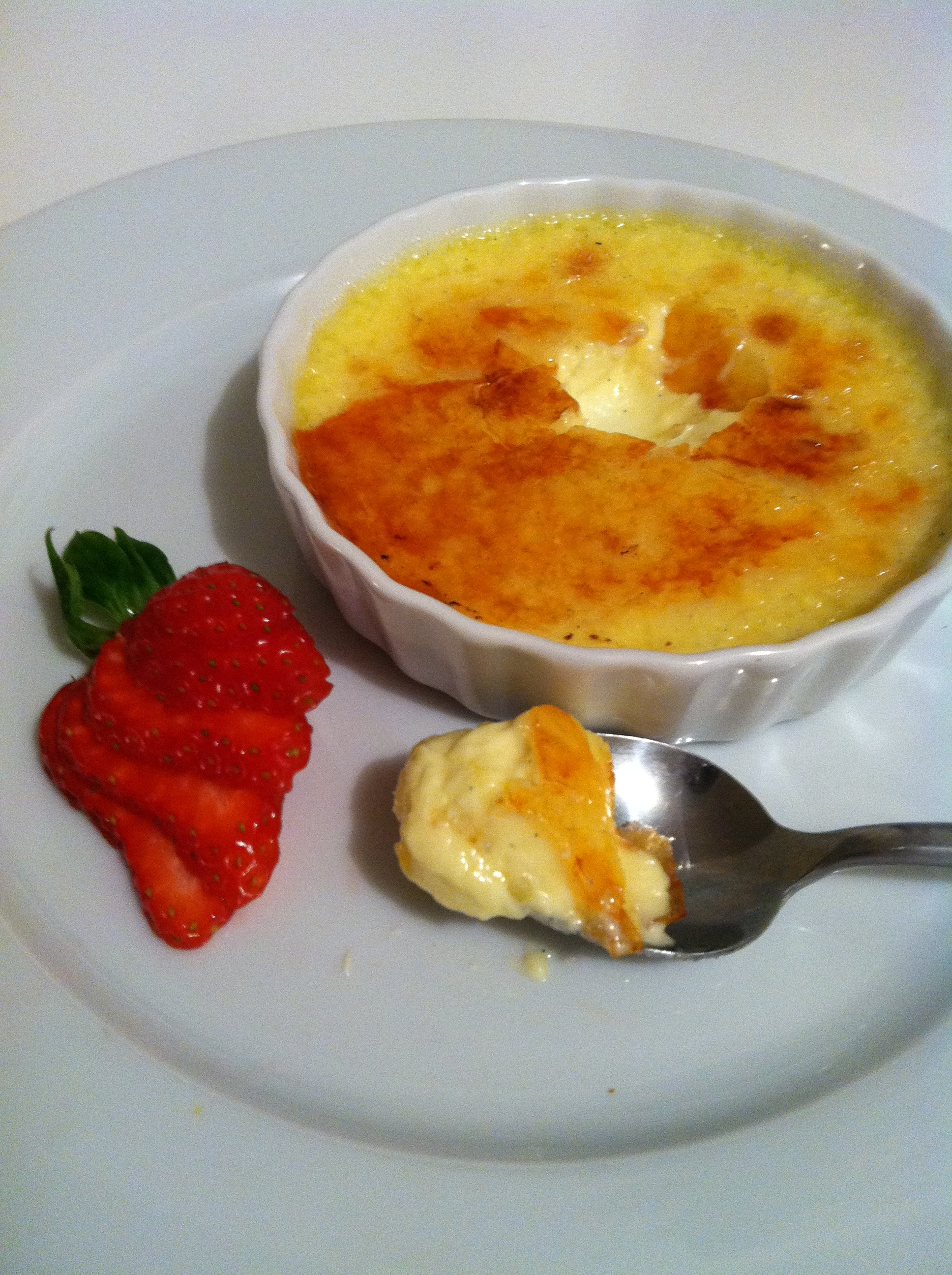
La crème brûlée consiste en una crema pastelera cubierta con una capa dura de caramelo.

- Flan pâtissier (tartaleta de crema)
- Dariole
- Dame blanche
- Éclair
- Flaugnarde
- Île flottante (isla flotante)
- Fraisier
- Kouign-amann
- Macaron (macarrón)
- Marjolaine o dacquoise
- Mendiant[9]

- Tarte normande (tarta normanda)
- Ópera
- Pain d'épices
- Pêche Melba
- Pièce montée
- Poire à la Beaujolaise
- Poire belle Hélène
- Pot de crème
- Plombières
- Praliné (pralín)
- Profiterole (profiterol)
- Riz à l'impératrice
- Santo-Epvre
- Soufflé
- Tarte conversation
- Tarte Tatin (tarta tatín)
- Teurgoule
- Bûche de Noël (tronco de Navidad)

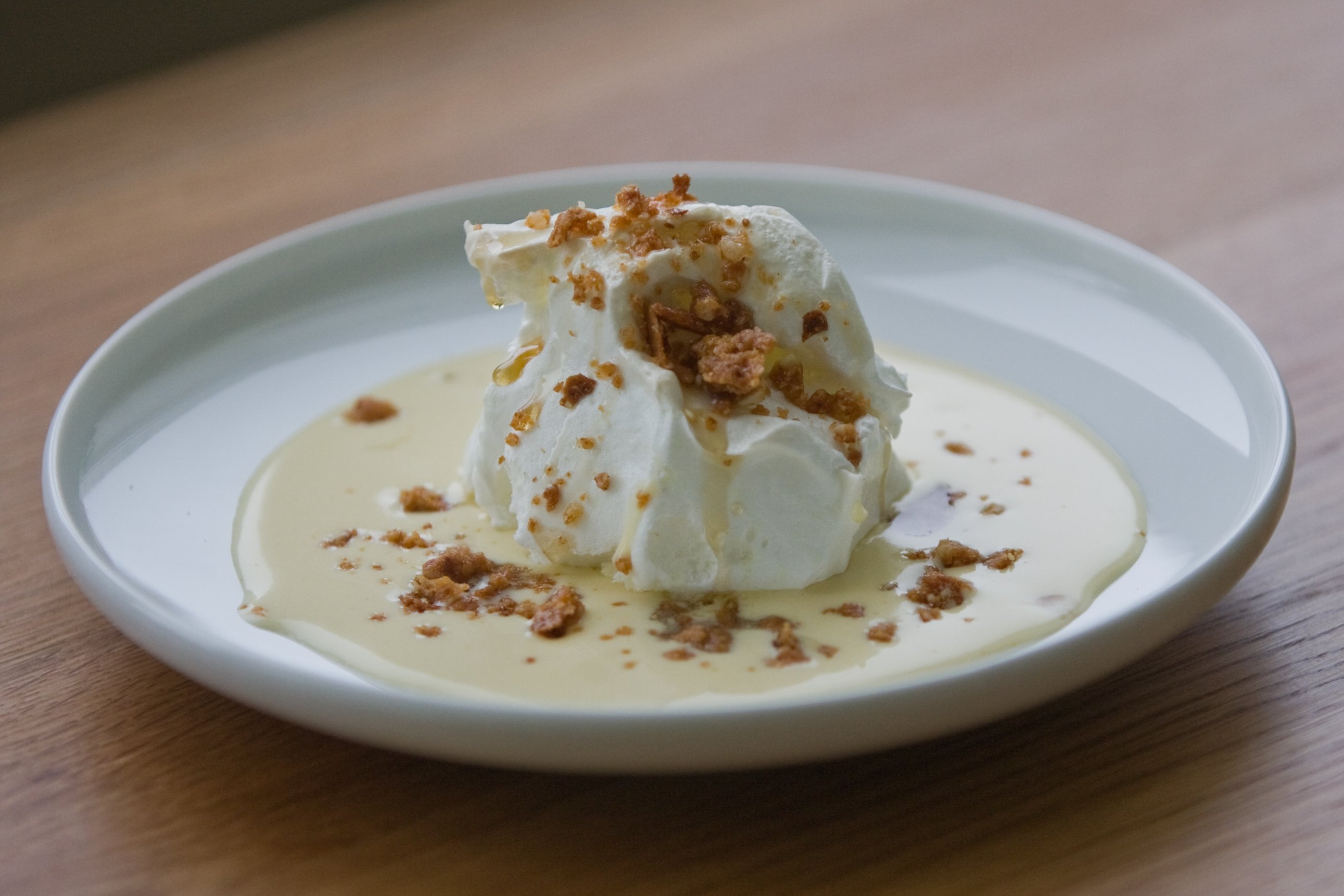
Una île flottante (isla flotante) es un postre que consiste en merengue flotando en crema inglesa.
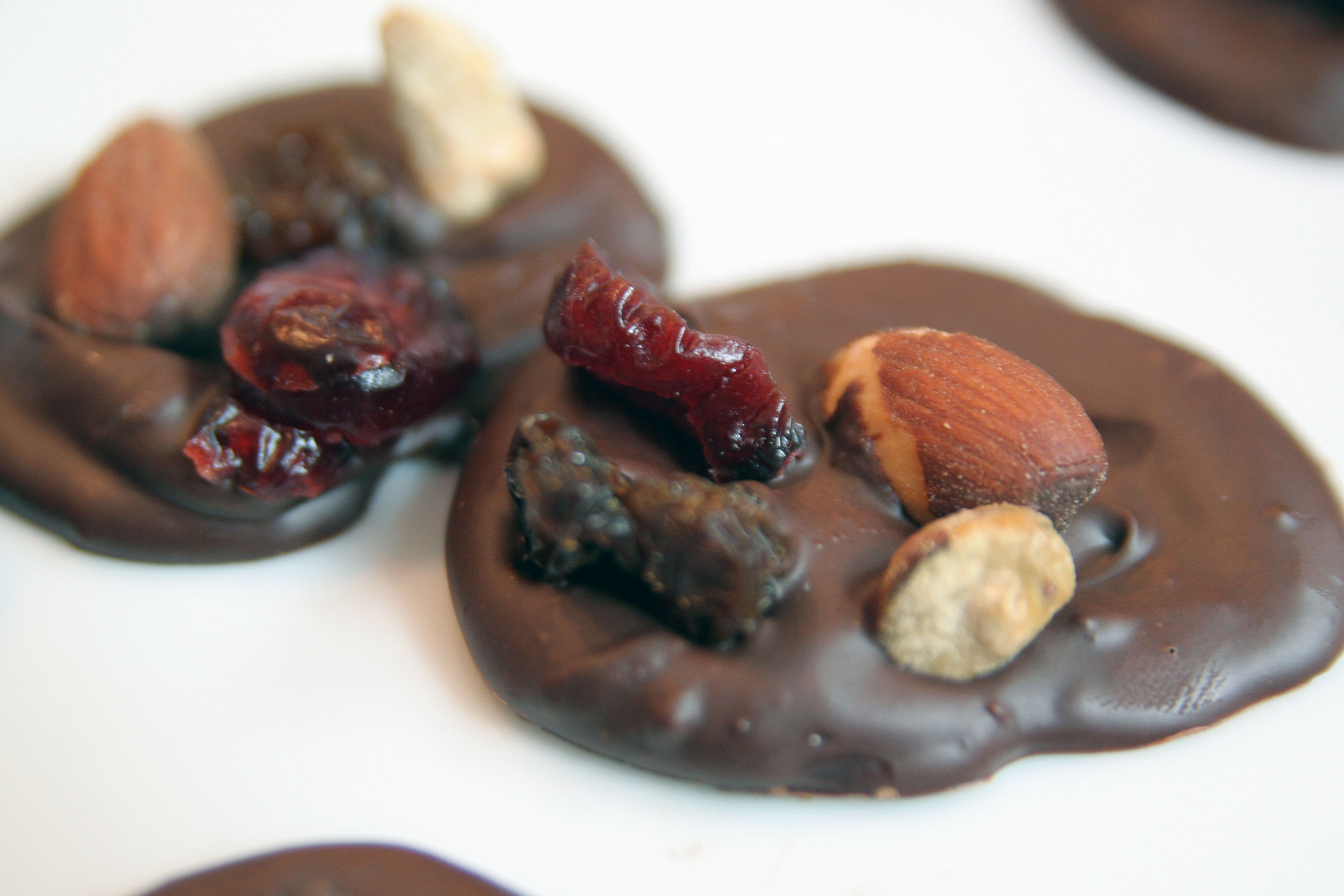
Dos mendiant, hechos con chocolate negro y frutos secos.
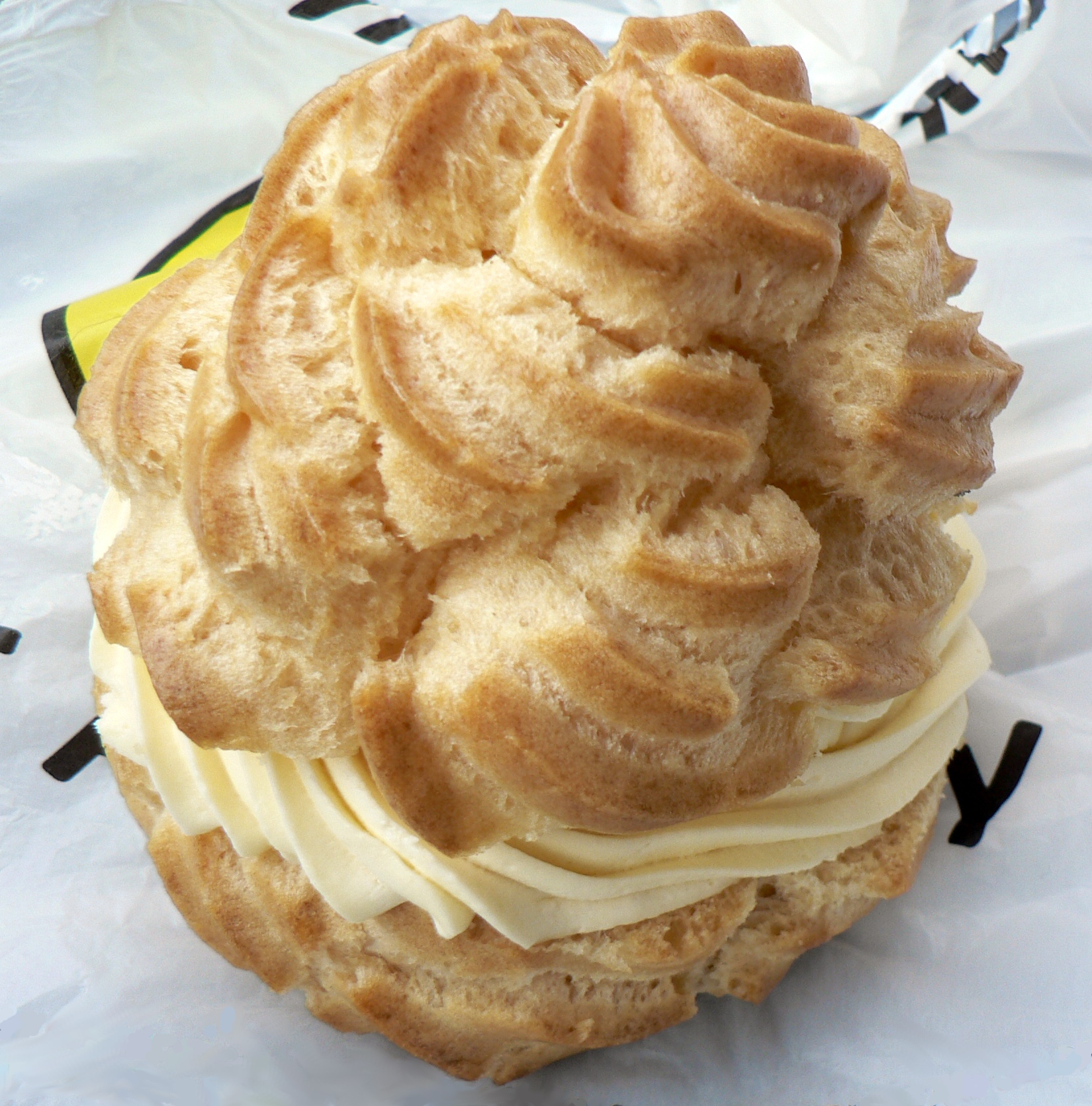
Un profiterole, a veces denominado petit chou.
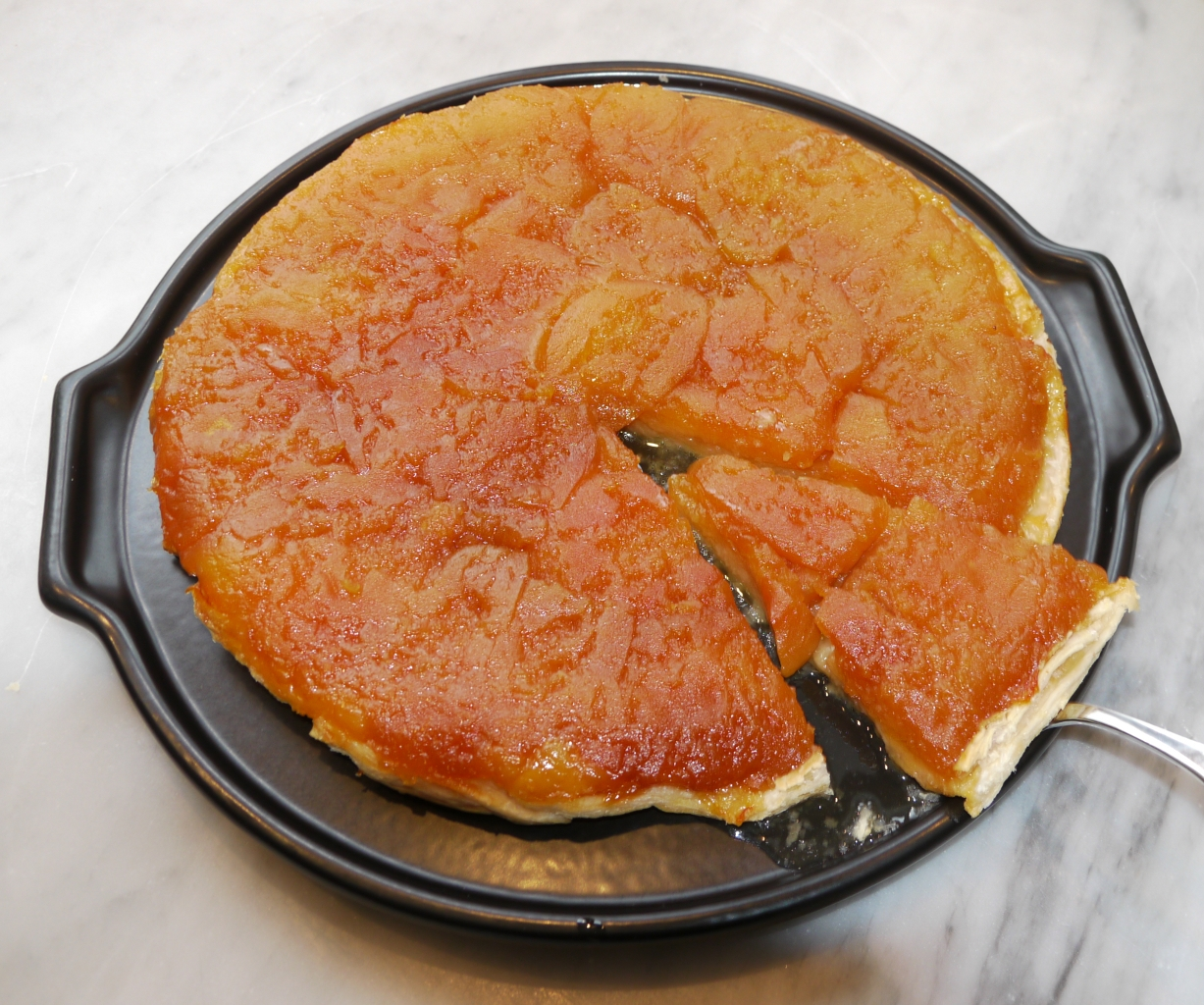
Tarte Tatin es una tarta invertida en la que la fruta (principalmente manzanas) se carameliza en mantequilla y azúcar antes de que la tarta se hornee.

## Pastelería
- Bugne
- Baba au rhum (babá)
- Beignet
- Bichon au citron
- Brioche
- Canelé
- Chouquette
- Coussin de Lyon
- Croustade
- Éclair[11]
- Financier
- Gâteau à la broche
- Gougère
- Jésuite (jesuita)
- Madeleine (magdalena)
- Mille-feuille (milhojas)

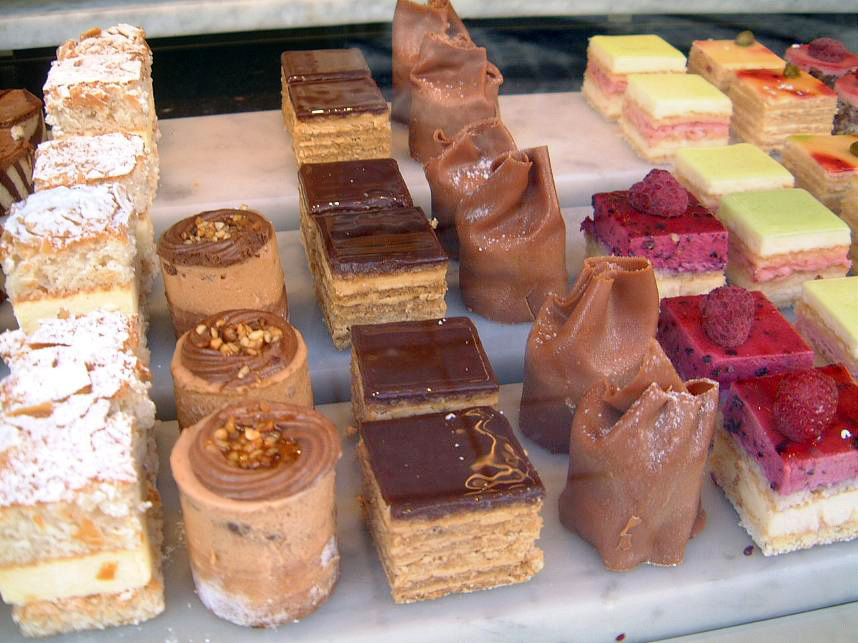
Una variedad de petit fours. Algunos petit fours también son salados.

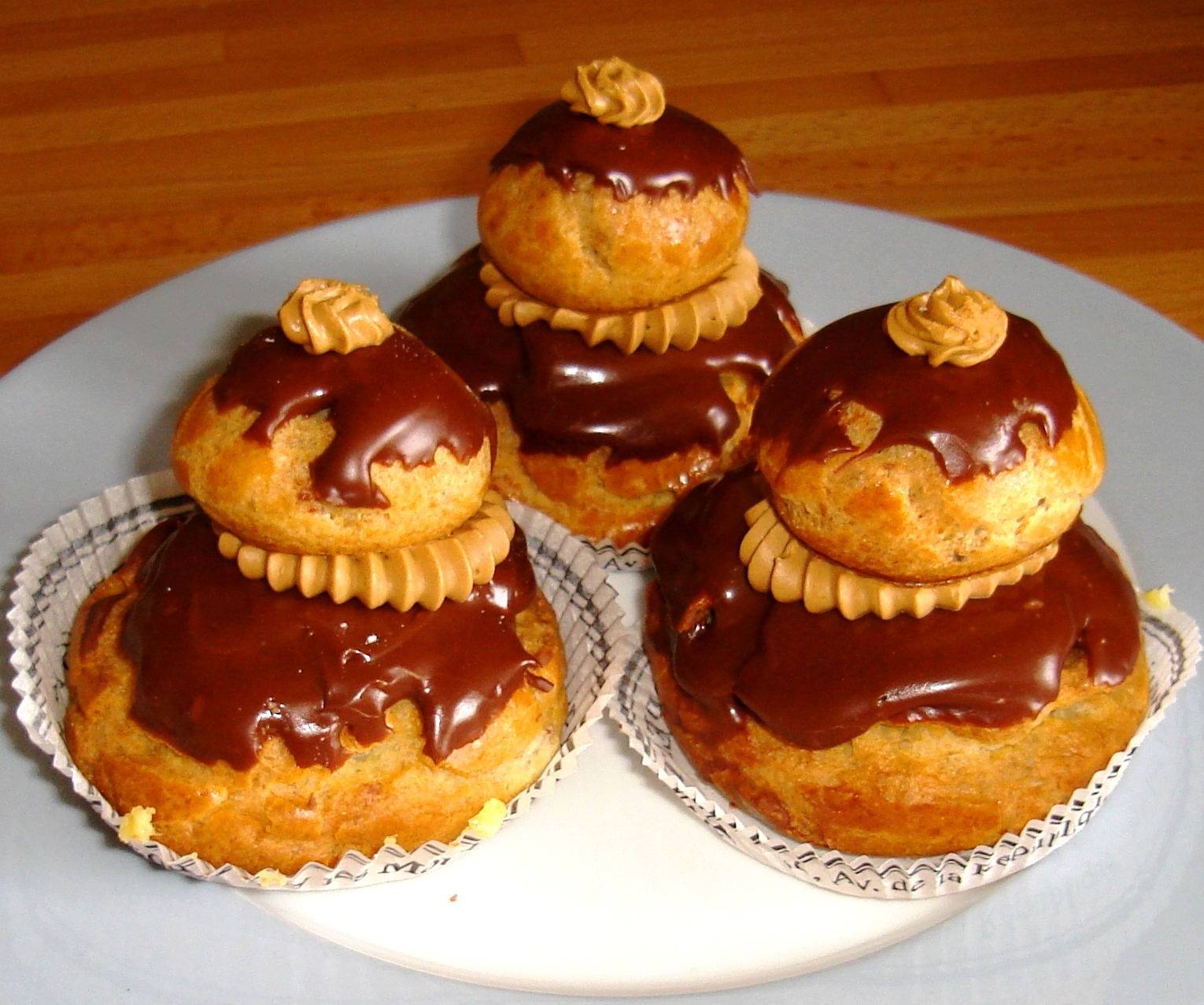
Los religieuse están hechos de pasta choux rellena de crema pastelera, cubiertas con una ganache del mismo sabor que el relleno, y luego unidas y decoradas con crema batida.

- Pain au chocolat, también llamado Chocolatine en el sur de Francia (napolitana)
- Pain aux raisins
- Palmier (palmera u oreja)
- Paris–Brest
- Petit four
- Puits d'amour
- Religieuse
- Savarin
- Saint Honoré
- Tarte des Alpes
- Tarte Tropézienne
- Tuile
- Viennoiserie
- Vitréais

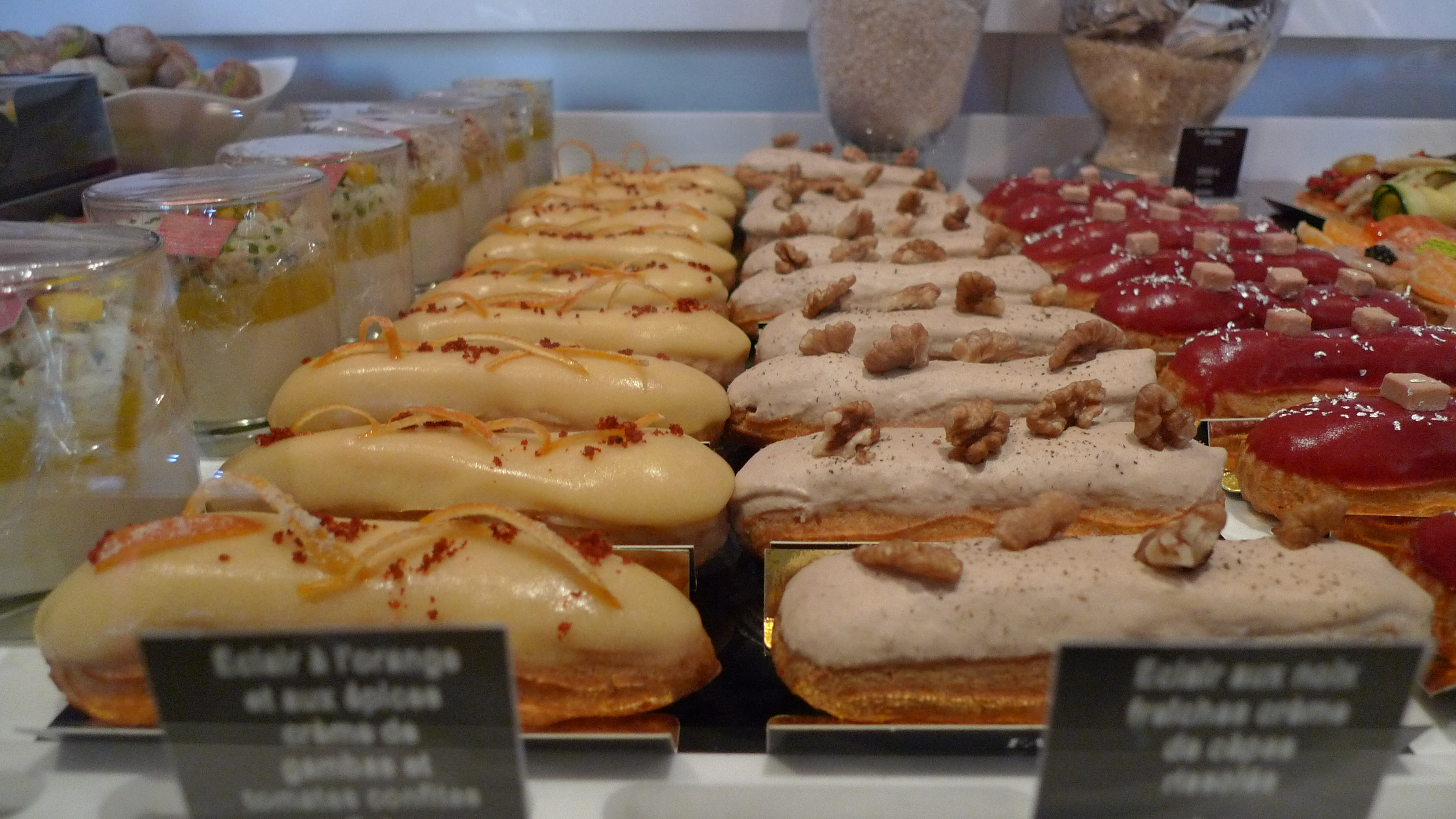
Éclairs en una panadería en París
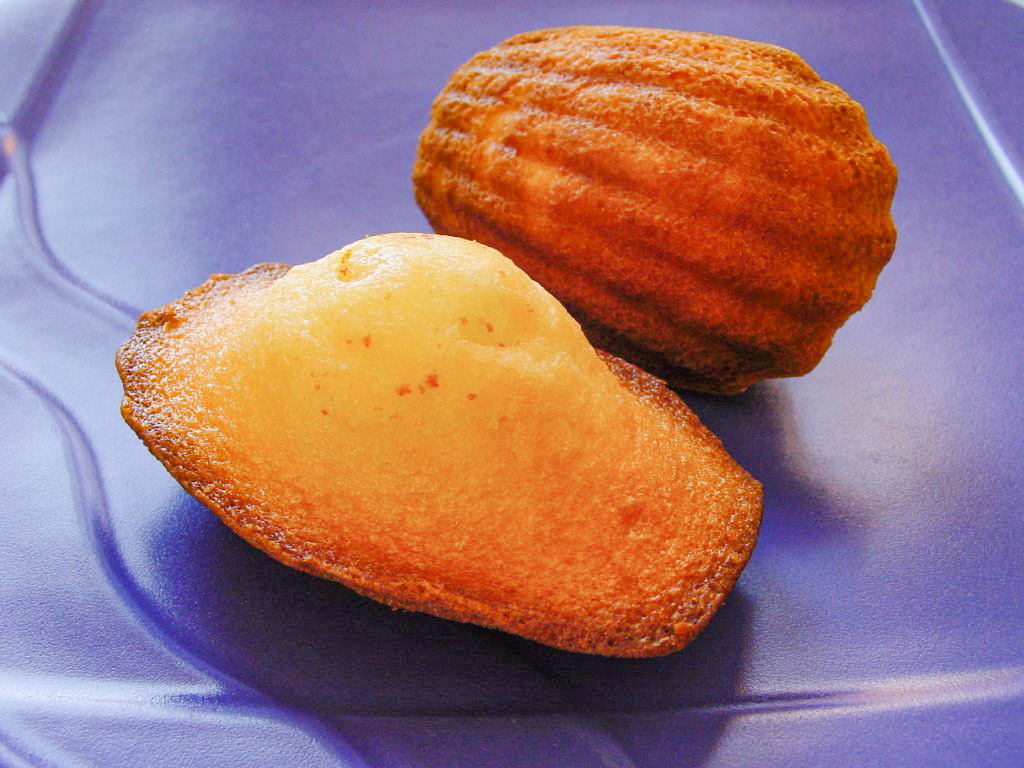
La madeleine (magdalena) es un bizcochuelo pequeño tradicional de Commercy y Liverdun.
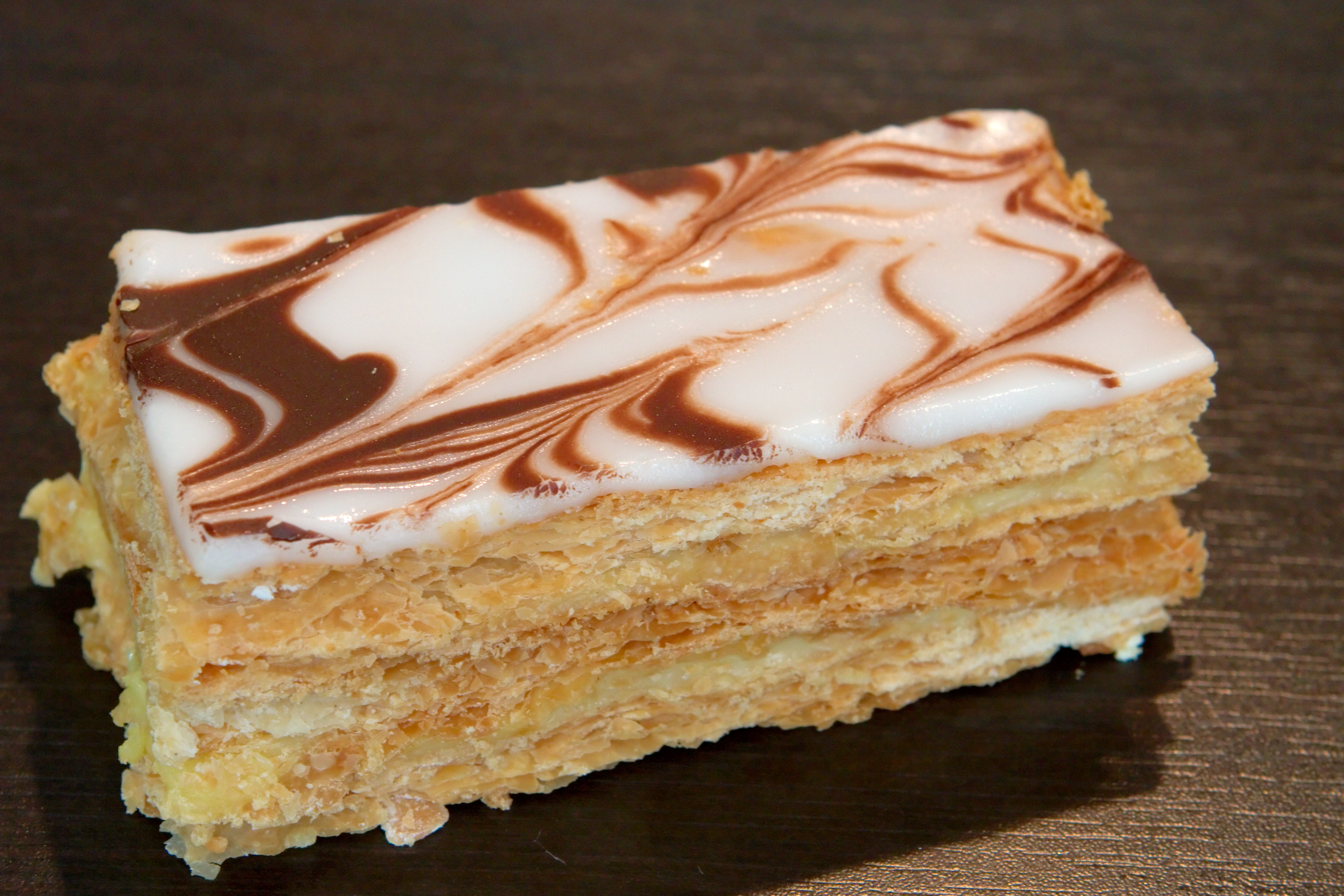
Tradicionalmente, un pastel de mille-feuille (milhojas) se compone de tres capas de hojaldre y dos capas de crema pastelera.
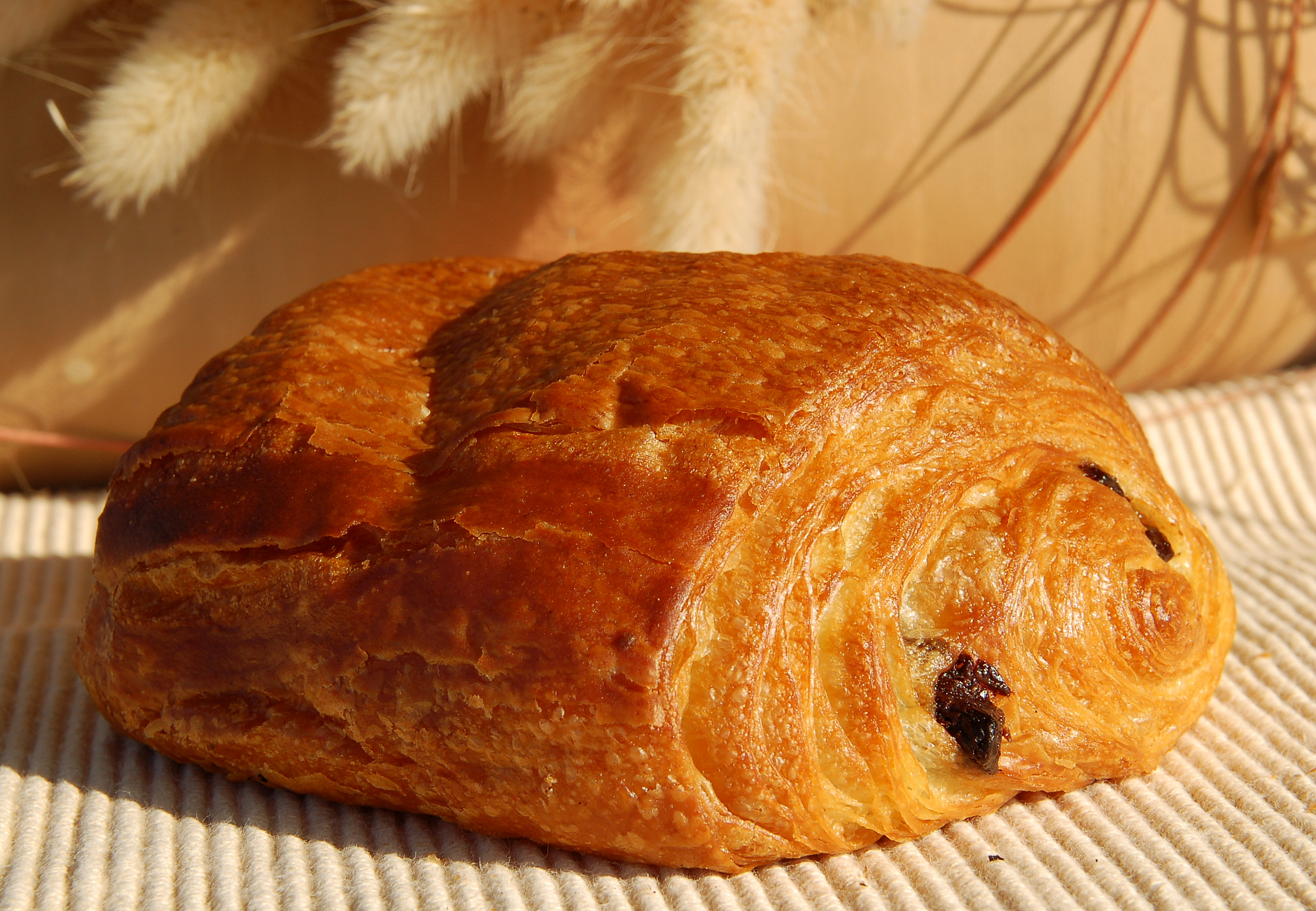
Pain au chocolat, un ejemplo de viennoiserie.
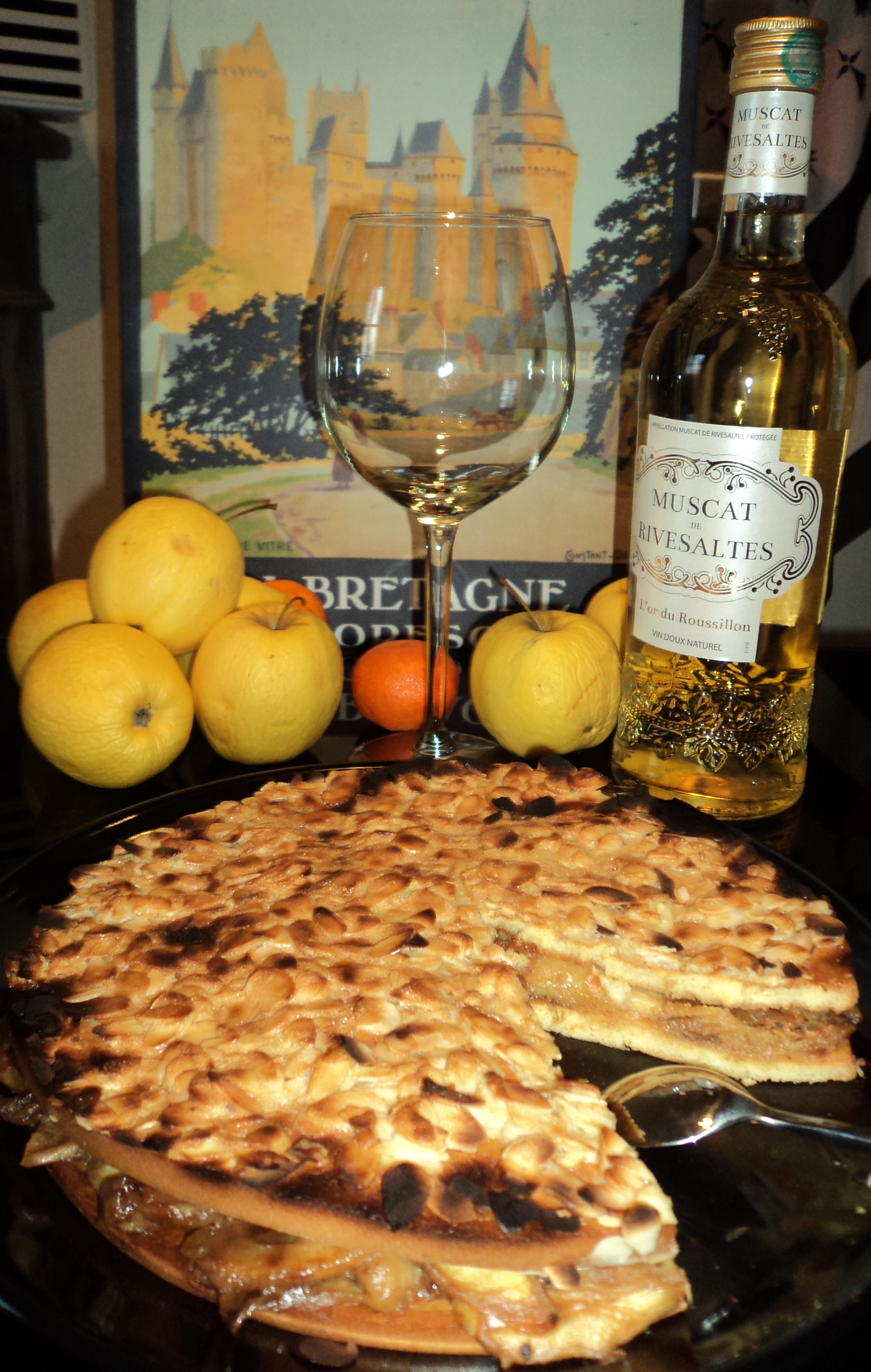
El vitréais es un pastel de Vitré, Bretaña.